# Route secondaire 11125 (Estonie)
La route Perila–Jäneda (en estonien : Perila–Jäneda tee) ou route 11125 est une route secondaire des comtés de Harju, Järva et Viru-Ouest en Estonie.

## Description
La route traverse les communes de Raasiku, Anija, Järva et Tapa sur une longueur de 35,0 kilomètres.
La route commence au douzième kilomètre de la route Aruvalla-Jägala au village de Perila.
La route traverse les villages de Perila, Härma, Kiviloo, Lükati, Rooküla, Uuearu, Rasivere, Vetla, Mägede, Lehtmetsa, Kõrveküla et Jäneda.
Elle se termine au quarante-troisième kilomètre de la route Jägala-Käravete au village de Jäneda.
La route enjambe 2 ponts: le pont de Kiviloo sur la rivière Jõelähtme jõgi au sixième kilomètre, et le pont de Vetla sur le fleuve Jägala au vingtième kilomètre ainsi que 30 ponceaux.